# 2009 في الأرجنتين
فيما يلي قوائم الأحداث التي وقعت خلال عام 2009 في الأرجنتين.

## سياسة

### تعيين في المنصب
- 10 ديسمبر – غابرييلا ميكاتي عضو مجلس النواب في الأرجنتين.

## أفلام
من الأفلام التي صدرت هذه السنة في الأرجنتين:
- 13 أغسطس – السر في عيونهم من إخراج خوان خوسيه كامبانيلا.

## وفيات

### مارس
- 5 مارس – ماريو أكونيا (مواليد 1940) عالم فيزياء فلكية أرجنتيني.
- 31 مارس – راؤول ألفونسين (مواليد 1927)

### أكتوبر
- 4 أكتوبر – مرسيدس سوسا (مواليد 1935) مغنية أرجنتينية.